# Acto Adicional de 1834
Tres años después de la abdicación del emperador Pedro I de Brasil, ocurrida en 1831, hubo otra reforma de la constitución brasileña de 1824. El país estaba lacerado por luchas que amenazaban su unidad, además de levantamientos revolucionarios en Río de Janeiro, Maranhão y Pará. La más reciente fue la sedición militar de Oro Negro, en 1833. La cámara del Senado estaba en manos de los conservadores, aunque lejos de ser "esclavistas", como eran llamados por el periódico O Sete de Abril. Las elecciones de 1833 llevaron a la Cámara una mayoría liberal moderada y por la ley de 12 de octubre de 1833 los diputados estaban investidos de poderes constituyentes.
Las propuestas iniciales para una reforma iban muy lejos y el sustitutivo Miranda Ribeiro, adoptado como punto de partida en la sesión del 8 de octubre por miembros del Poder judicial quiso la elección del Regente por  sufragio popular y no por la elección de la Cámara. La descentralización establecida no iría hasta la federación, pero no se limitaba al aspecto administrativo, avanzando incluso en lo político.
Las reformas previstas en el proyecto, sin embargo, fueron tantas, que llevaron a Vasconcelos a afirmar: « les hicieron considerables enmiendas que lo pueden hacer, como yo temía, la carta de la anarquía.» La mejor crítica, con la cual Vasconcelos concordó en 1841 cuando la oyó de Nicolau de Campos Vergueiro, fue «la realidad nacional vista de un ángulo teórico, la idea política desajustada del hecho social.»  Las reformas políticas precedían a la reforma social.
Además de crear la Regência Una, el Acto Adicional de 1834 disolvió el Consejo de Estado del Imperio de Brasil, creó las Asambleas Legislativas provinciales - lo que proporcionaba más autonomía para las Provincias -, estableció el Municipio Neutro, el cual fue separado de la provincia de Río de Janeiro, y mantuvo un Senado vitalicio.
Aunque el acto adicional representara un factor de conciliación entre las fuerzas políticas divergentes, la contradicción era latente, pues, al tiempo que se proponía la centralización política en las manos de un único regente, daba considerable autonomía a las provincias. Tanto el período regencial de Feijó como el de Araújo Lima pasaron por esas contradicciones de preconizar la descentralización política y mantener la unidad territorial.
El cargo de presidente de provincia tuvo sus funciones definidas por la Ley n.º 40, de 3 de octubre de 1834. En ella está explícito en su artículo 1º que “el Presidente de la Provincia es la primera autoridad de ella”. Su nombramiento era una prerrogativa del emperador y él no tenía un período fijo de mandato, pudiendo ser sustituido en cualquier momento, conforme establece la constitución. Dice la ley: “Habrá en cada Provincia un Presidente, nombrado por el Emperador, que lo podrá remover cuando entender que así conviene al buen servicio del Estado”. El artículo 3º arbitraba su sueldo, cabiendo al de Santa Catarina 3:200$000 (tres cuentos y doscientos mil reales). En consonancia con el artículo 6º, las Asambleas Legislativas Provinciales nombrarían a “seis ciudadanos para servir de Vicepresidente, y uno en el impedimento del otro”, y complementa: “La lista de ellos será llevada al Emperador, por medio del Presidente de la Provincia, y con información de este, a fin de ser determinada la orden numérica de la sustitución”..
Ya en la regência una de Araújo Lima, el Ato Adicional fue vuelto a ver en medio al "Restablecimiento Conservador", instituyéndose la Ley Interpretativa del Acto Adicional, la cual revocaba algunos de los aspectos más federalistas del Acto, como la administración policial, administrativa y jurídica de las Provincias, así como remodelaba la Guarda Nacional con la intención de hacerla más sumisa al Estado. La ley interpretativa fue una de las principales causas de las revueltas que surgieron de 1840 a 1848, con el descontento por el regreso de la autonomía provincial por parte de algunos políticos locales. Las principales revueltas de ese período fueron la Revolución liberal de 1842 y la Revuelta de la Praieira.
En septiembre de 1834, Bernardo Pereira de Vasconcelos afirmaba en la Cámara: "Fue mi profunda convicción que en esta sesión cumplía cerrar el abismo de la Revolución, establecer y firmar verdaderos principios políticos, consolidando la monarquía constitucional, según los votos de Brasil". Y, en 1844, diría en el senado: "habíamos entendido que en el acto adicional debía parar el carro revolucionario."